# Comté de Barton (Missouri)
Pour les articles homonymes, voir Comté de Barton.
Le comté de Barton (en anglais : Barton County) est un comté du Missouri aux États-Unis. Le siège du comté se situe à Lamar. Le comté date de 1855 et il fut nommé en hommage à un sénateur du Missouri David Barton.  Au recensement de 2000, la population était constituée de 12 541 individus. 

## Géographie
Selon le bureau du recensement des États-Unis, le comté totalise une surface de 1 546 km² dont 6 km² d’eau.  

### Comtés voisins
- Comté de Vernon (Missouri)  (nord)
- Comté de Cedar (Missouri)  (nord-est)
- Comté de Dade (Missouri)  (est)
- Comté de Jasper (Missouri)  (sud)
- Comté de Crawford (Kansas)  (ouest)

### Routes principales
- U.S. Route 71
- U.S. Route 160
- Missouri Route 43
- Missouri Route 126

## Démographie
Selon le recensement de 2000, sur les 12 541 habitants, on retrouvait 4 895 ménages et 3 441 familles dans le comté. La densité de population était de 8 habitants par km² et la densité d’habitations (5 409 au total)  était de 4 habitations par km². La population était composée de 96,93 % de blancs, de 0,29 % d’afro-américains, de 0,83 % d’amérindiens et de 0,28 % d’asiatiques.
34,00 % des ménages avaient des enfants de moins de 18 ans, 58,1 % étaient des couples mariés. 27,5 % de la population avait moins de 18 ans, 8,3 % entre 18 et 24 ans, 26,1 % entre 25 et 44 ans, 21,7 % entre 45 et 64 ans et 16,5 % au-dessus de 65 ans. L’âge moyen était de 37 ans. La proportion de femmes était de 100 pour 96 hommes.
Le revenu moyen d’un ménage était de 29 275 dollars.

## Villes et cités
| - Boston - Burgess (70) - Golden City (884) | - Iantha - Irwin - Kenoma | - Lamar (4,425) - Lamar Heights (216) - Liberal (779) | - Milford (52) - Mindenmines (409) - Nashville |